# 'Ndrangheta. Boss luoghi e affari della mafia più potente al mondo
'Ndrangheta. Boss luoghi e affari della mafia più potente al mondo è un saggio sulla 'ndrangheta pubblicato nel 2008 di Francesco Forgione.

## Edizioni
- Francesco Forgione, 'Ndrangheta. Boss luoghi e affari della mafia più potente al mondo, collana mafie, Baldini Castoldi Dalai, 2008,  p. 319, ISBN 978-88-6073-501-0.